# 152-mm-L/35-Kanone M1877
Die 152-mm-L/35-Kanone M1877 war ein Schiffsgeschütz der Kaiserlich-Russischen Marine. Sie wurde ebenfalls als Küstengeschütz eingesetzt. 1885 entwickelt, blieben die letzten Varianten der Kanone bis zum Ersten Weltkrieg im Dienst.

## Entwicklung
Die Waffe entstand 1882 nach einem Entwurf des russischen Konstrukteurs Brink. Das Rohr war einteilig. Zur Verstärkung des Rohres waren fünf Ringe mit von vorn (Rohrmündung) nach hinten (Verschluss) wachsendem Durchmesser aufgeschrumpft. 1887 wurden die ersten dieser Kanonen fertiggestellt und auf Schlachtschiffen der Schwarzmeerflotte installiert.
Im Jahr 1887 wurde eine Version des Geschützes entwickelt, bei der das einteilige Rohr durch eine Drahtwicklung verstärkt wurde. Das Gewicht des Rohres sank von 6,4 t in der Ursprungsausführung auf 5,1 t. Zehn dieser Geschütze wurden auf dem Schlachtschiff Imperator Nikolai I. und den Kanonenbooten der Grosjaschtschi-Klasse installiert. 35 weitere Kanonen wurden bestellt, die Bestellung jedoch 1890 zugunsten der weiterentwickelten Kanone mit zweiteiligem Rohr aufgegeben. Bei dieser Ausführung sank das Gewicht des Rohres auf 4,9 t. Die ersten Kanonen dieser Ausführung wurden 1892 produziert, die Bestellung jedoch zugunsten der 152-mm-L/45-Kanone M1892 auf 18 Stück gekürzt.

## Konstruktion
Wie beschrieben, kamen verschiedene Ausführungen des Rohres zum Einsatz. Als Verschluss kam ein Kolbenverschluss nach dem System Trell de Bolue zur Anwendung. Da wirksame Rohrbremsen zum Zeitpunkt der Entwicklung nicht zur Verfügung standen, ruhte die Oberlafette auf einer Vavasseur-Gleitbahn, die den Rückstoß des Geschützes auffing. Die Unterlafette war als Pivotlafette ausgebildet, dabei wurden auch Mittelpivot- und Drehscheibenlafetten gebaut. Auf Schiffen kam das Geschütz entweder in offener Aufstellung oder in Kasemattaufstellung zum Einsatz.
Verschossen wurden Granaten mit einem Geschossgewicht zwischen 54 und 56 kg (schwer) und 41,5 kg (leicht). Als Treibladung wurden 22,9 kg Schwarzpulver verwendet. Bei der leichten Granate wurde mit 12 Grad Rohrerhöhung eine Reichweite von 7470 m, mit 15,25 Grad Rohrerhöhung eine Reichweite von 8780 m erreicht.

## Einsatz

### Schiffsgeschütz
In offener Aufstellung als Einzelgeschütz kam die Kanone auf folgenden russischen Schiffen und Booten zum Einsatz:
- dem Kreuzer Admiral Kornilow (Адмирал Корнилов)
- den Kanonenbooten der Korejez-Klasse (Кореец)
- den Kanonenbooten der Grosjanschtschi-Klasse (Грозящий)

1904/05 wurden neun Geschütze auf Flusskanonenbooten auf dem Amur installiert, um gegen eine befürchtete japanische Invasion eingesetzt werden zu können.
In Kasemattaufstellung wurde die Kanone auf folgenden Schiffen und Booten verwendet:
- den Schlachtschiffen der Ekaterina II.-Klasse (Екатерина II) als Sekundärbewaffnung
- den Schlachtschiffen der Imperator Alexander II.-Klasse (Император Александр II) als Sekundärbewaffnung
- dem Schlachtschiff Dwenadzat Apostolow (Двенадцать Апостолов) als Sekundärbewaffnung
- dem Schlachtschiff Gangut (Гангут) als Sekundärbewaffnung
- dem Schlachtschiff Nawarin (Наварин) als Sekundärbewaffnung
- dem Kreuzer Admiral Kornilow (Адмирал Корнилов)
- dem Kreuzer Admiral Nachimow (Адмирал Нахимов)
- dem Kreuzer Pamjat Asowa (Память Азова)
- der schwimmenden Batterie Perwenez (Первенец)
- der schwimmenden Batterie Ne tron menja (Не тронь меня)
- der schwimmenden Batterie Kreml (Кремль)

### Küstengeschütz
Im Jahr 1913 wurden 14 der noch erhaltenen Kanonen dem russischen Heer übergeben und in der Festung Sveaborg eingesetzt. Dort wurden sie in den Befestigungsanlagen der inneren seeseitigen Befestigungslinie in Stellung gebracht. Eine der Kanonen blieb erhalten und kann heute in der Festung besichtigt werden.